# كرايغ فاريل
كرايغ فاريل (بالإنجليزية: Craig Farrell)‏ (5 ديسمبر 1982 في المملكة المتحدة - 30 مايو 2022) هو لاعب كرة قدم بريطاني في مركز الهجوم. شارك مع منتخب إنجلترا تحت 16 سنة لكرة القدم. أما مع النوادي، فقد لعب مع أكسفورد يونايتد وروشدين ودايموندز وليدز يونايتد ونادي إكزتر سيتي ونادي كارلايل يونايتد ونادي ميدلزبره ونادي يورك سيتي ونادي بليث سبارتانز وويتبي تاون ‏ وتيلفورد يونايتد وهنكلي يونايتد ‏.

## وصلات خارجية
- كرايغ فاريل على موقع قاعدة بيانات كرة القدم.إي يو (الإنجليزية)
- كرايغ فاريل على موقع Soccerbase.com (لاعب) (الإنجليزية)